# El-Ahwat
El-Ahwat (dall'arabo الاحواط, "le mura") è un sito archeologico israeliano situato nella regione anticamente abitata dalla tribù israeliana di Manasse, a circa 16 km ad est dalla città di Caesarea. Il sito venne scoperto nel 1992 dall'archeologo Adam Zertal e secondo alcuni studi risalirebbe ad un periodo compreso fra l'età del bronzo e l'età del ferro.

## Descrizione
Il sito è oggetto di accesi dibattiti tra chi sostiene che fosse un insediamento fortificato dell'età del ferro abitato da popolazioni locali, e chi invece, come Zertal, afferma che fosse una località presidiata da uno dei popoli del Mare, ovvero gli Shardana provenienti dalla Sardegna, sulla base di indizi di tipo culturale, nonostante manchino prove materiali che ne sostengano la validità.